# Alstom Citadis

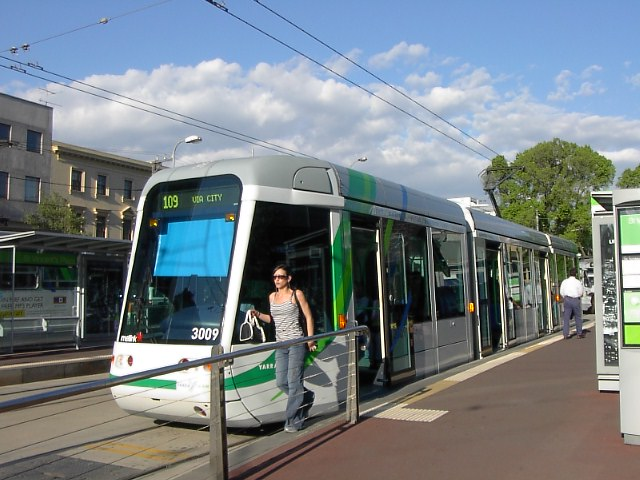
Melbourne (Australia): Alstom Citadis 202 n. 3009 sulla linea 109

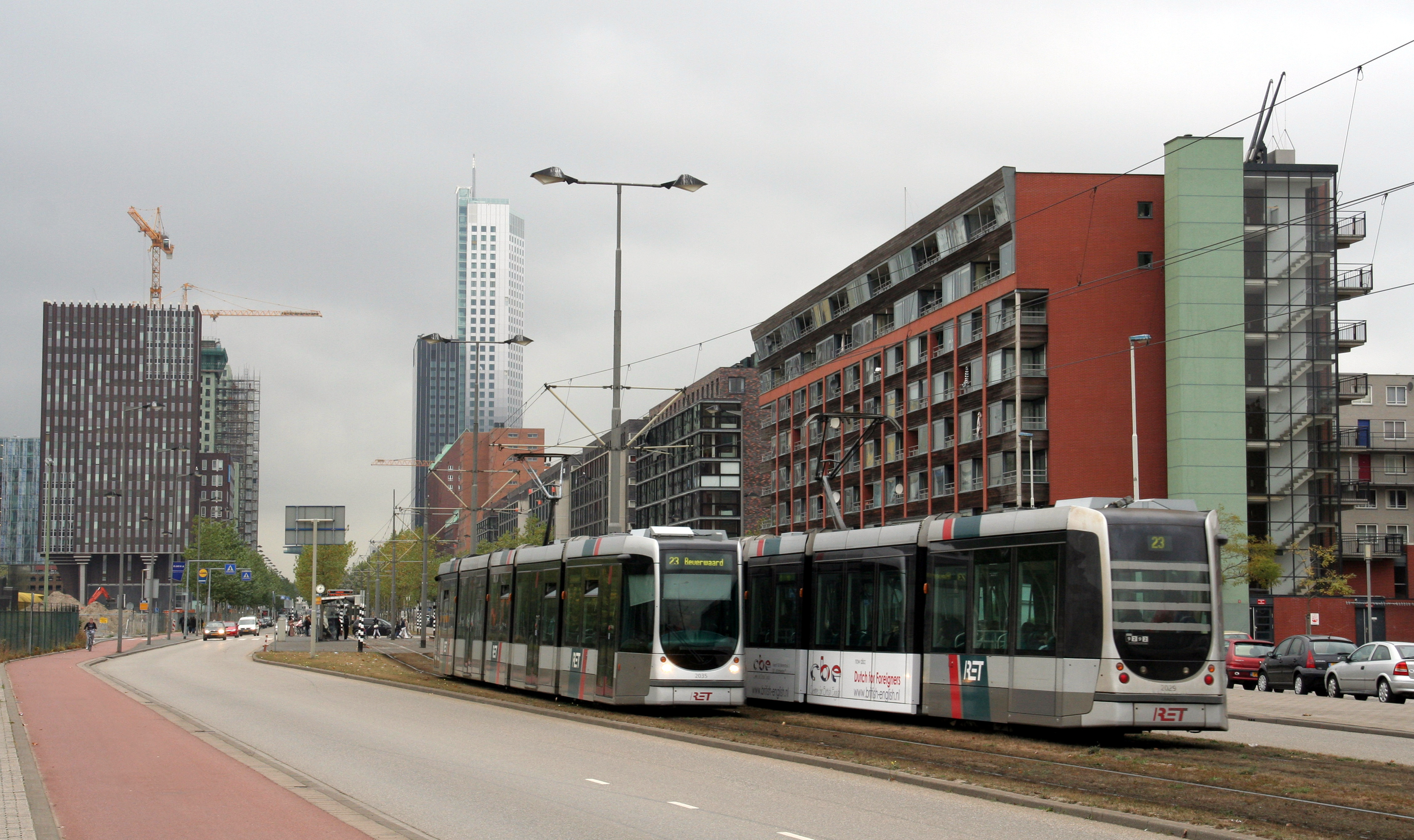
Rotterdam: Alstom Citadis 302 sulla linea 23

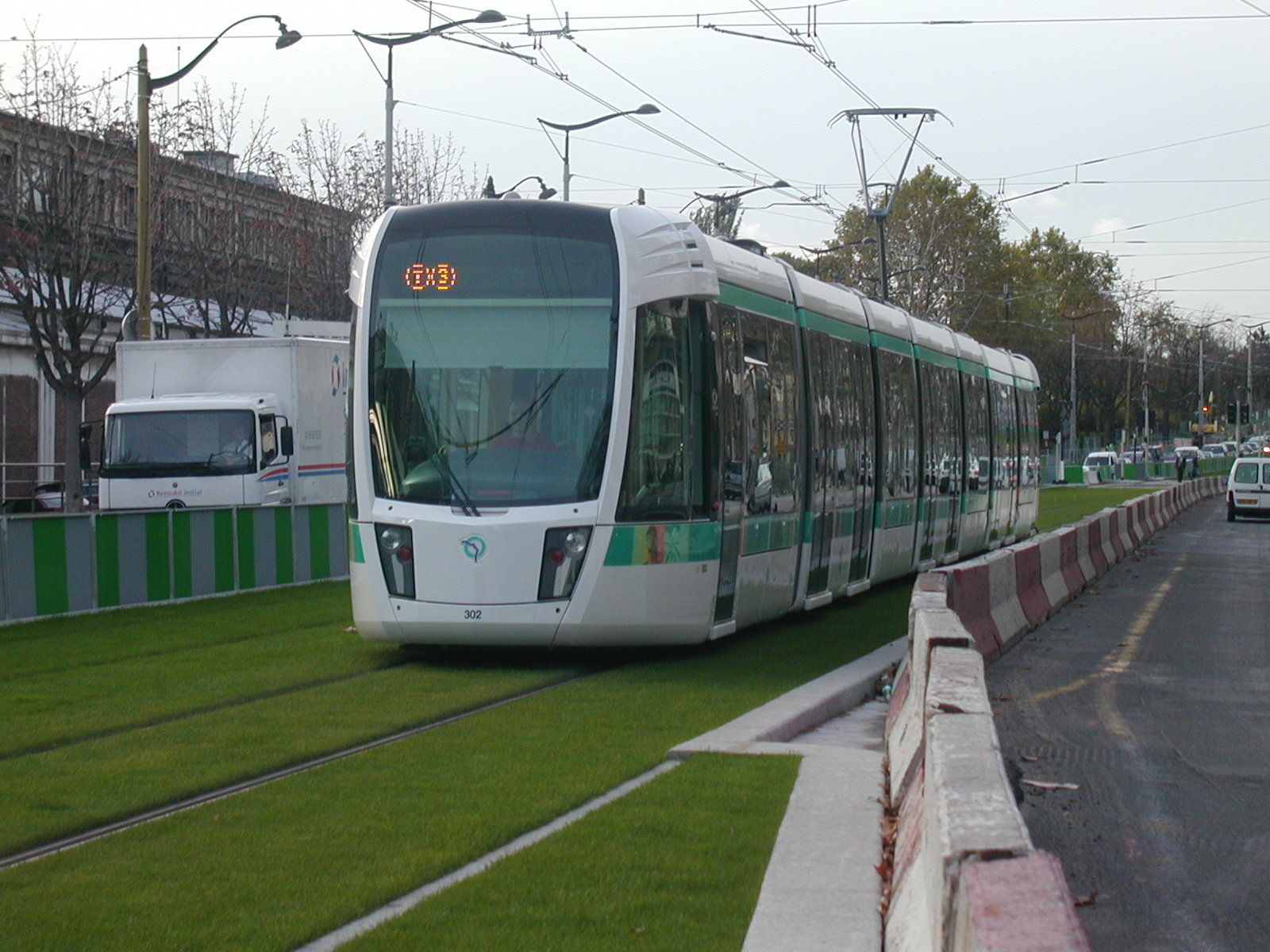
Parigi: Alstom Citadis 402 n. 302 sulla linea T3a

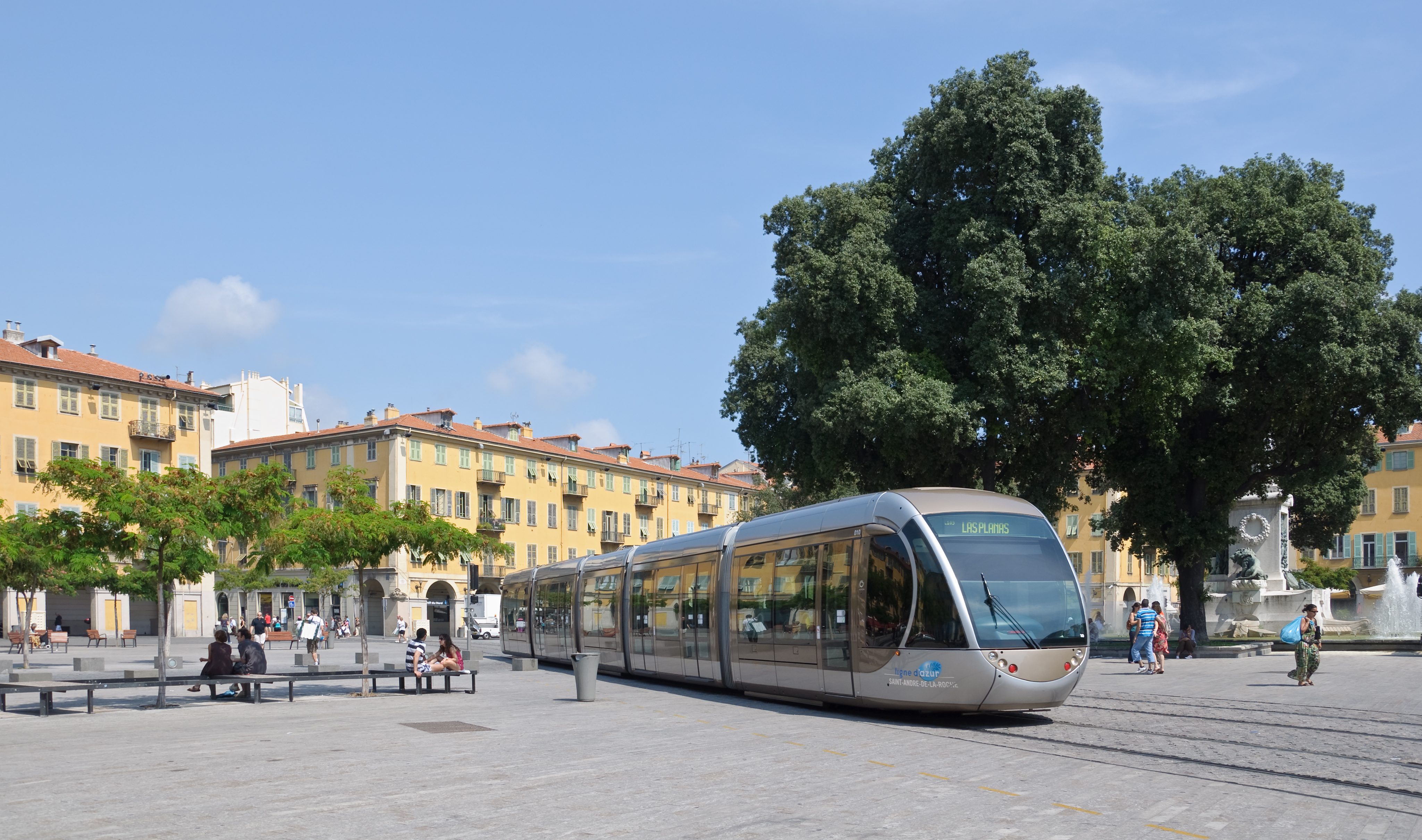
Nizza, il tram procede con alimentazione a batteria al fine di non rovinare l'estetica del centro storico con i cavi di alimentazione

Gli Alstom Citadis sono una famiglia di tram pluriarticolati progettati e costruiti – a pianale parzialmente o totalmente ribassato – dall'azienda Alstom dalla fine degli anni 1990, negli stabilimenti di Aytré (vicino a La Rochelle in Francia), di Santa Perpètua de Mogoda (vicino a Barcellona in Spagna) o di Reichshoffen (in Alsazia), i tram-treni sono invece progettati e realizzati a Valenciennes (nel Nord).
Secondo Alstom, più di 2 500 tram Citadis sono stati venduti, in più di 50 città, in 20 Paesi diversi.

## Caratteristiche
I Citadis sono tram snodati uni- o bidirezionali, a guida centrale, costituiti da un numero dispari da tre a sette elementi, uniti fra loro in modo flessibile: la cassa centrale è sormontata dal pantografo. La trazione è elettrica e l'energia necessaria per il funzionamento dei tram è fornita tramite una linea di contatto aerea; tuttavia in un breve tratto della rete tranviaria di Nizza, il tram procede a batterie, per evitare che i cavi elettrici rovinino l'estetica del centro storico.
Sono prevalentemente usati in linee tranviarie e tranviarie veloci, anche se non mancano impieghi ferroviari (tram-treno e treno-tram) e interurbani.

## Modelli
Génération 0 (Citadis X00)
- Citadis 100 - pianale basso sul 70% del convoglio, fabbricato da Alstom-Konstal a Chorzów, essenzialmente per il mercato polacco

Génération 1 (Citadis X01) - 1999
- Citadis 301 - 30 metri, 3 elementi, pianale basso sul 75% del convoglio
- Citadis 401 - 40 metri, 5 elementi, pianale basso sul 80% del convoglio

Génération 2 (Citadis X02) - 2000
- Citadis 202 - 24 metri, 3 elementi, pianale basso al 100%
- Citadis 302 - 32 metri, 5 elementi, pianale basso al 100%
- Citadis 402 - 44 metri, 7 elementi, pianale basso al 100%
- Citadis 502 - 55 metri, 9 elementi, pianale basso al 100%, consegnati unicamente a Dublino

Génération 3 (Citadis X03) - 2005
- Citadis 403 - 45 metri, 7 elementi, pianale basso al 100% ma carrelli all'estremità modificati (concepiti unicamente per la rete tranviaria di Strasburgo)

Génération 4 (Citadis X04) - 2009
- Citadis 304 - 30 metri, 3 elementi, pianale basso al 100%, destinati all'Europa centro-orientale

Génération 5 (Citadis X05) - 2017
- Citadis 205 o Citadis Compact - dal 2014, da 22 a 24 metri, 3 elementi, pianale basso al 100%
- Citadis 305 - dal 2017, da 32 a 37 metri, 5 elementi, pianale basso al 100%
- Citadis 405 - dal 2017, da 43 a 45 metri, 7 elementi, pianale basso al 100%

Tram-trains
- Regio Citadis - 2004-2011, 3 elementi, pianale basso sul 70% del convoglio, materiale tram-treno per la Germania (Kassel) e i Paesi Bassi (Aia)
- Citadis Dualis - dal 2009, da 3 a 4 elementi, pianale basso al 100%, materiale tram-treno per la Francia (Alvernia-Rodano-Alpi, Paesi della Loira e Île-de-France)
- Citadis Spirit - dal 2018, da 3 a 4 elementi, pianale basso al 100%, materiale tram-treno o treno-tram per l'America del Nord (Canada)